# Cyphoxacicoris
Cyphoxacicoris is een geslacht van wantsen uit de familie van de Miridae (Blindwantsen). Het geslacht werd voor het eerst wetenschappelijk beschreven door Stehlik in 1949.

## Soorten
Het genus bevat de volgende soorten:

- Cyphoxacicoris aspersus Linnavuori, 1975
- Cyphoxacicoris bergrothi (Poppius, 1912)
- Cyphoxacicoris dolosus Linnavuori, 1975
- Cyphoxacicoris hamudi (Odhiambo, 1960)
- Cyphoxacicoris machadoi (Stehlik, 1949)
- Cyphoxacicoris phytocoroides (Poppius, 1910)